# Artaszes Karinian
Artaszes Balasijewicz Karinian (orm. Արտաշես Բալասիի Կարինյան, ros. Арташес Баласиевич Каринян, ur. 11 listopada 1886 w miejscowości Balaxanı w guberni bakijskiej (obecnie część miasta Baku w Azerbejdżanie), zm. 29 maja 1982 w Erywaniu) – armeński działacz komunistyczny, radziecki polityk.

## Życiorys
Urodził się w rodzinie pracownika kompanii naftowej. Skończył gimnazjum w Baku, podczas nauki brał udział w wystąpieniach studenckich i strajkach robotniczych, redagował pismo studenckie „Nabat”, od 1906 do 1910 studiował na Wydziale Prawnym Uniwersytetu Petersburskiego. Z ruchem rewolucyjnym związany był od lat gimnazjalnych, podczas rewolucji 1905 roku publikował w armeńskiej bolszewickiej prasie, a w 1907 wstąpił do SDPRR. Od 1908 pracował w redakcji gazety „Kawkazkij Raboczyj Listok”, w 1907 poznał Lenina, podczas studiów w Petersburgu poznał wielu czołowych bolszewików, w tym Stepana Szaumiana, Surena Spandariana, Prokopi Dżaparidze, Władisława Kasparowa, Iwana Fioletowa, Sarkisa Kasjana i Meszadi Azizbekowa. W 1911 został członkiem kolegium redakcyjnego nielegalnego pisma „Nowoje Słowo”, od 1912 wiele publikował w Prawdzie, od 1912 pracował w Baku. W 1913 został aresztowany za bolszewicką propagandę i przewóz nielegalnej literatury, następnie zesłany do Carycyna (obecnie Wołgograd), później przeniósł się do Piotrogrodu, gdzie pracował do rewolucji lutowej, od jesieni 1917 prowadził działalność partyjną w Baku, gdzie redagował gazety „Raboczyj” i Izwiestija. W 1918 był ludowym komisarzem sprawiedliwości Rady Komisarzy Ludowych guberni bakijskiej i jednym z głównych działaczy Komuny Bakijskiej, po jej upadku ukrywał się, po czym przedostał się do Moskwy, gdzie pracował w Armeńskim Komisariacie (Wydziale) Ludowego Komisariatu do spraw Narodowości i redagował pismo „Krasnoje Znamia” i gazetę „Kommunist”. W 1921 KC RKP(b) skierował go do pracy partyjnej w Erywaniu, gdzie od 21 maja do 17 września 1921 pełnił funkcję ludowego komisarza sprawiedliwości Armeńskiej SRR, od 1923 był zastępcą przewodniczącego, a od 23 czerwca 1925 do 7 lipca 1928 przewodniczącym CIK Armeńskiej SRR (do czerwca 1925 był też zastępcą stałego przedstawiciela ZFSRR przy Radzie Komisarzy Ludowych ZSRR). W latach 1929–1930 był zastępcą ludowego komisarza oświaty Armeńskiej SRR i redaktorem naczelnym pisma „Narodnoje Chocziajstwo Zakawkazja”, 1932–1933 dyrektorem Instytutu Historii Zakaukaskiego Krajowego Komitetu WKP(b), a 1933–1934 ponownie zastępcą ludowego komisarza oświaty Armeńskiej SRR. W 1940 został pracownikiem naukowym, 1941–1965 pracował w Instytucie Literatury im. Abegiana Akademii Nauk Armeńskiej SRR, w 1953 otrzymał stopień doktora nauk filologicznych, w listopadzie 1956 został akademikiem Akademii Nauk Armeńskiej SRR, 1960–1963 był akademikiem-sekretarzem Wydziału Nauk Społecznych Akademii Nauk Armeńskiej SRR. Jednocześnie prowadził działalność partyjną, od 29 września 1961 do 20 stycznia 1976 był członkiem KC Komunistycznej Partii Armenii. Od 1961 do 1964 był członkiem Komitetu ds. Przyznawania Nagród Leninowskich w dziedzinie literatury i sztuki przy Radzie Ministrów ZSRR, 1963-1965 był p.o. wiceprezesa Akademii Nauk Armeńskiej SRR, później starszym pracownikiem naukowym Instytutu Historii Akademii Nauk Armeńskiej SRR.

## Odznaczenia
- Złoty Medal „Sierp i Młot” Bohatera Pracy Socjalistycznej (11 listopada 1976)
- Order Lenina (dwukrotnie, 1967 i 1976)
- Order Rewolucji Październikowej (10 listopada 1981)
- Order Czerwonego Sztandaru Pracy (1955)
- Medal „Za pracowniczą dzielność”
- Medal „Za ofiarną pracę w Wielkiej Wojnie Ojczyźnianej 1941–1945”

I inne.